# AKA Arena
AKA Arena, in precedenza conosciuto come Hønefoss Stadion, è uno stadio calcistico della città norvegese di Hønefoss, sede delle gare casalinghe del club Hønefoss Ballklubb, militante nella Tippeligaen, massima serie del paese scandinavo.
Inaugurato nel 1949 e rinnovato nel 2009, ha una capienza di 4 300 posti di cui 3 700 a sedere. La superficie di gioco è in erba sintetica.
Ha ospitato 3 incontri della Nazionale Under-21 di calcio della Norvegia.